# Seath'tl
Seath'tl, Seathl, See-ahth, més conegut com a Seattle (1786-1866) fou un amerindi cap dels duwamish-suquamish; la ciutat de Seattle es diu així en el seu honor. De petit la seva tribu fou visitada per George Vancouver (1792) i foren delmats per la verola. Fou cap guerrer contra els yakama (1800), i vers el 1811 fou escollit cap de les dues tribus. El 1832 fou batejat i dirigí expedicions contra els chemakum tot ajudant els nord-americans. El gener del 1854 fou convençut de signar el tractat de Port Elliott i de retirar-se a una reserva amb tota la tribu. Fou partidari de la convivència entre indis i nord-americans i contrari a l'alcohol i als abusos contra la seva tribu.
Se li atribueix una carta datada el 1854 i dirigida a Isaac Stevens on fa una crida a la defensa mediambiental. Tot i que l'autoria encara n'és discutida, ha estat considerat un dels predecessors de l'ecologisme i la defensa de la natura.

### Text de la carta
| « | El gran cap de Washington ens envia un missatge per fer-nos saber que voleu comprar la nostra terra. També ens mana paraules de germanor i de bona voluntat. Agraïm el detall, ja que sabem que no necessita la nostra amistat. Però considerarem la seva oferta, perquè també sabem de sobres que, si no ho fem així, potser l'home blanc ens arrabassà la terra amb les seves armes de foc. Com pots comprar o vendre el cel, la calor de la terra? La idea ens sembla estranya. Si no posseïm la frescor de l'aire, la brillantor de l'aigua sota el sol, com les pots adquirir? Cada tros d'aquesta terra és sagrat pel meu poble. Cada branca brillant d'un pi, cada grapat de sorra de les platges, la penombra de la densa selva, cada raig de llum i el zumbar dels insectes són sagrats a la memòria i vida del meu poble. La saba que recorre el cos dels arbres comporta la història de la pell vermella. Cada agulla de pi brillant, cada banc de sorra, cada taca de boira als boscos ombrívols, cada clariana, cada brunzit d'insectes és sagrat en la memòria i l'experiència del meu poble. La saba que flueix als arbres porta amb ella el record de l'home vermell. Els morts de l'home blanc obliden la seva terra d'origen quan caminaran entre les estrelles. Els nostres morts no obliden mai aquesta bella terra, ja que ella és la mare de l'home pell vermella. Som part de la terra i ella és part de nosaltres. Les flors perfumades són les nostres germanes; el cérvol, el cavall, la gran àliga, són els nostres germans. Els becs rocosos, els solcs humits dels camps, la calor del cos del poltre i l'home, tots pertanyen a la mateixa família. Per això, quan el Gran Cap Blanc a Washington mana dir que vol comprar la nostra terra, demana molt de nosaltres. El Gran Cap Blanc diu que ens reservarà un lloc on puguem viure satisfets. Ell serà el nostre pare i nosaltres serem els fills. Per tant, nosaltres considerarem la seva oferta de comprar la nostra terra. Però això no serà gens fàcil. Aquesta terra és sagrada per a nosaltres. Aquesta aigua brillant que s'escorre pels rierols i corre pels rius no és gairebé aigua, sinó la sang dels nostres avantpassats. Si us venem la terra, vostès hauran de recordar que ella és sagrada, i hauran d'ensenyar als nens que ella és sagrada i que cada reflex sobre les aigües netes dels llacs parlen d'esdeveniments i records de la vida del meu poble. El murmuri dels rius és la veu dels meus avantpassats. Els rius són els nostres germans, sadollen la nostra set. Els rius carreguen les nostres canoes i alimenten els nostres nens. Si els venem les nostres terres, vostès han de recordar i ensenyar als seus fills que els rius són els nostres germans, i els seus també. Per tant, vostès hauran de donar als rius la bondat que dedicarien a qualsevol germà. Sabem que l'home blanc no comprèn els nostres costums. Per ell una porció de terra té el mateix significat que qualsevol altra, ja que és un foraster que arriba a la nit i extreu de la terra allò que necessita. La terra no és la seva germana sinó la seva enemiga, i quan ja la va conquerir, continua el camí. Deixa enrere les tombes dels seus avantpassats i no es preocupa. Roba de la terra allò que seria dels seus fills i no li importa. La sepultura del seu pare i els drets dels fills són oblidats. Tracta la seva mare, la terra, el seu germà i el cel com a coses que puguin ser comprades, saquejades, venudes com carners o adorns colorits. La seva gana devorarà la terra, deixant enrere només un desert. Jo no entenc, els nostres costums són diferents dels seus. Potser és perquè sóc un salvatge i no comprenc. No hi ha lloc quiet a les ciutats de l'home blanc. Cap lloc on es pugui sentir el florir de les fulles a la primavera o batre les ales d'un insecte. Però potser és perquè sóc un home salvatge i no comprenc. El soroll sembla només insultar les orelles. Què resta de la vida si un home no pot sentir el plorar solitari d'una au o el raucar nocturn de les granotes al voltant d'un llac? Jo sóc un home pell vermella i no comprenc. L'indi prefereix el suau murmuri del vent encrespant la superfície del llac, i el mateix vent, net per una pluja diürna o perfumat pels pins. L'aire és molt valorat per a l'home pell vermella, perquè totes les coses comparteixen el mateix aire -l'animal, l'arbre, l'home- tots comparteixen el mateix bufa. Sembla que l?home blanc no sent l?aire que respira. Com una persona agonitzant, és insensible a la mala olor. Però si venem la nostra terra a l'home blanc, ha de recordar que l'aire és valuós per a nosaltres, que l'aire comparteix el seu esperit amb la vida que manté. El vent que va donar als nostres avis el primer respir, també va rebre el seu darrer sospir. Si els venem la nostra terra, vostès han de mantenir-la intacta i sagrada, com un lloc on fins i tot el mateix home blanc pugui assaborir el vent ensucrat per les flors dels prats. Per tant, meditarem sobre l'oferta de comprar la nostra terra. Si decidim acceptar, imposaré una condició: l'home blanc ha de tractar els animals d'aquesta terra com els germans. Sóc un home salvatge i no comprenc cap altra manera de fer. Vaig veure un miler de búfals podrint-se a la plana, abandonats per l'home blanc que els va abatre des d'un tren en passar. Jo sóc un home salvatge i no comprenc com és que el cavall fumejant de ferro pot ser més important que el búfal, que nosaltres sacrifiquem només per sobreviure. Què és l'home sense animals? Si tots els animals se n'anessin, l'home moriria d'una gran soledat d'esperit, ja que el que passi amb els animals aviat passarà als homes. Hi ha una unió a tot. Vostès han d'ensenyar als nens que el terra sota els seus peus és la cendra dels seus avis. Perquè respectin la terra, diguin als fills que ella va ser enriquida amb les vides del nostre poble. Ensenyeu als vostres nens el que ensenyem als nostres, que la terra és la nostra mare. Tot allò que li passi a la terra, li passarà als fills de la terra. Si els homes escupen a terra, estan escopint en si mateixos. Això és el que sabem: la terra no pertany a l'home; és l'home qui pertany a la terra. Això és el que sabem: totes les coses estan relacionades com la sang que uneix una família. Hi ha una unió a tot. El que passi amb la terra recaurà sobre els fills de la terra. L'home no va teixir el teixit de la vida; ell és simplement un dels seus fils. Tot allò que fes al teixit, ho farà a si mateix. Fins i tot l'home blanc, el Déu del qual camina i parla com ell, d'amic a amic, no pot estar exempt del destí comú. És possible que siguem germans, malgrat tot. Veurem. D´una cosa estem segurs que l'home blanc arribarà a descobrir algun dia: el nostre Déu és el mateix Déu. Vostès podran pensar que el posseeixen, com volen posseir la nostra terra; però no és possible, Ell és el Déu de l'home, i la seva compassió és igual per a l'home de pell vermella com per a l'home de pell blanca. La terra és preciosa, i menysprear-la és menysprear el seu creador. Els blancs també passaran; potser més ràpid que totes les altres tribus. Contaminin els seus llits i una nit seran sufocats per les seves pròpies deixalles. Quan ens deixeu anar d'aquesta terra, vostès brillaran intensament il·luminats per la força del Déu que els va portar a aquestes terres i per alguna raó especial els va donar el domini sobre la terra i sobre l'home pell vermella. Aquest destí és un misteri per a nosaltres, ja que no comprenem que els búfals siguin exterminats, els cavalls bravis siguin tots domats, els racons secrets del bosc dens siguin impregnats de l'olor de molts homes i la visió de les muntanyes obstruïda per fils de parlar. Què ha passat amb el bosc espès? Va desaparèixer. Què ha passat amb l'àliga? Va desaparèixer. La vida s'ha acabat. Ara comença la supervivència. | » |